# 桑蒂尼盖登
桑蒂尼盖登（亦译圣迪尼克坦）是印度西孟加拉邦的一个小镇，位于加尔各答以北约180公里处。由1931年诺贝尔文学奖获得者罗宾德拉纳特·泰戈尔一手创建的维斯瓦·巴拉蒂大学就位于此地。诺贝尔经济学奖得主阿马蒂亚·库马尔·森出生于此。
張大千、葉淺予等文人將此地名按意譯為「寂鄉」。